# NGC 7783
NGC 7783 este o seyfert 1 galaxy⁠(d) situată în constelația Peștii. A fost descoperită în 9 septembrie 1864 de către Albert Marth.